# NGC 1399

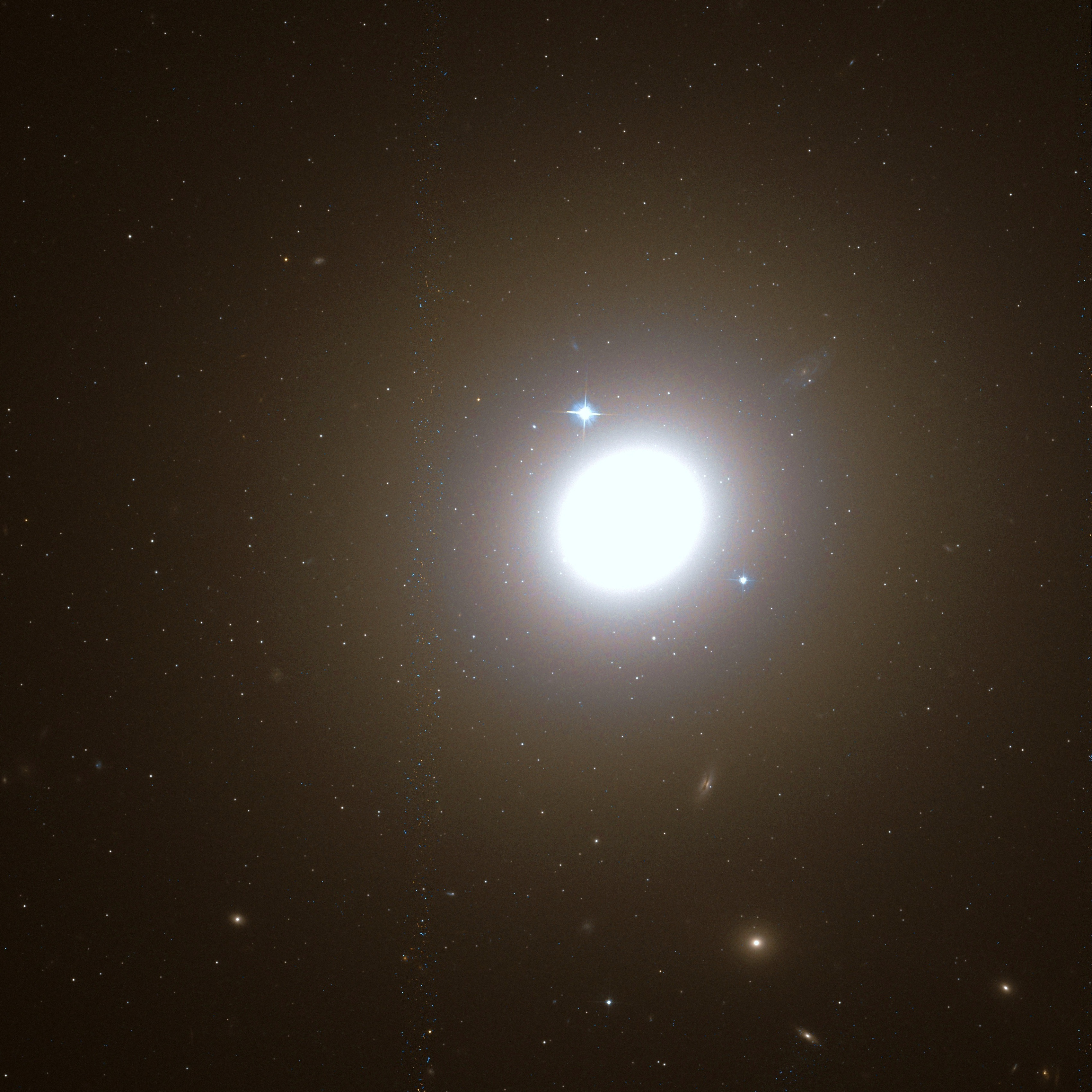
NGC 1399 (Hubble WikiSky)

NGC 1399 è una galassia ellittica gigante situata nella costellazione della Fornace distante circa 65 milioni di anni luce; è il secondo membro più brillante dell'Ammasso della Fornace dopo NGC 1316.
NGC 1399 è classificata come Galassia Cd (galassie che possiedono un alone con un numero di stelle molto elevato), come la M87 e NGC 4889 che si trovano rispettivamente nell'Ammasso della Vergine e nell'Ammasso della Chioma, che possiede una popolazione di ammassi globulari variabile a seconda delle fonti: dai 5.700 ai 6.500.
La galassia sembra possedere un buco nero supermassiccio, con una massa stimata in circa 500 milioni di masse solari

## Gruppo di NGC 1399
NGC 1399 è la galassia più vasta e più luminosa del raggruppamento di galassie che porta il suo nome, il Gruppo di NGC 1399, a sua volta incluso nel più vasto Ammasso della Fornace, e che comprende almeno 42 galassie, tra cui NGC 1326, NGC 1336, NGC 1339, NGC 1344 (=NGC 1340), NGC 1351, NGC 1366, NGC 1369, NGC 1373, NGC 1374, NGC 1379, NGC 1387, NGC 1399, NGC 1406, NGC 1419, NGC 1425, NGC 1427, NGC 1428, NGC 1437 (=NGC 1436), NGC 1460, IC 1913 e IC 1919.
La designazione FCC 213 indica che NGC 1399 viene considerata come membro dell'Ammasso della Fornace nel catalogo di Henry Ferguson.